# کوتس و کوتوپاس

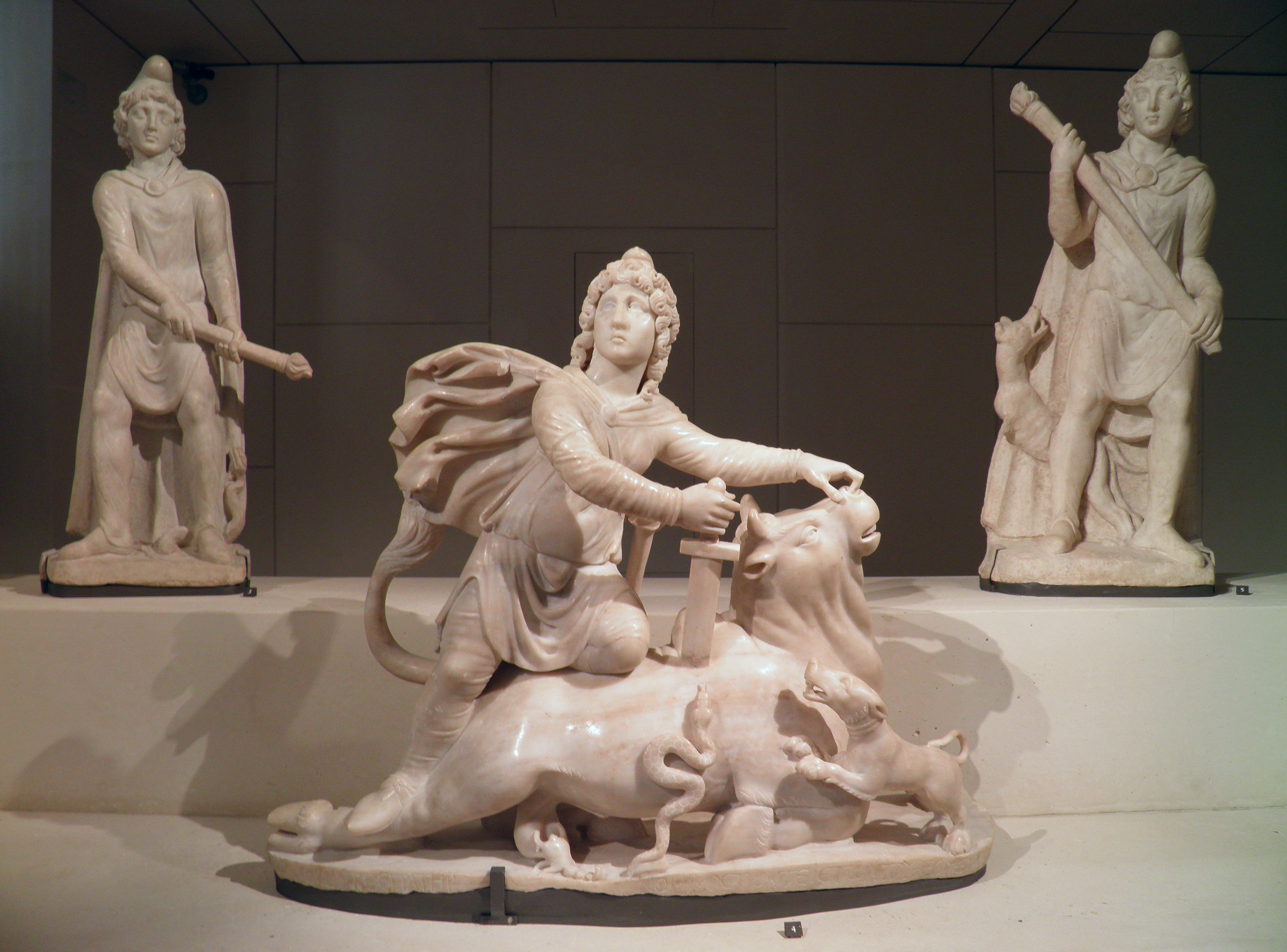
در کنار میتراس، کوتس مشعل خود را بالا نگه می‌دارد و کوتوپاس مشعل خود را به سمت پایین نگه می‌دارد.

کوتس و کوتوپاس (انگلیسی: Cautes and Cautopates) مشعل‌دارانی هستند که در نمادهای آیین میترائیسم رومی باستان، در صحنه قتل گاو نر معروف به تاروکتونی در کنار خدای میتراس به تصویر کشیده شده‌اند. کوتس مشعل خود را بالا نگه می‌دارد و کوتوپاس مشعل خود را به سمت پایین نگه می‌دارد. همچنین گاهی اوقات در صحنه‌های تولد میتراس نشان داده می‌شوند. گاهی هر دو عصای چوپانی در دست نگاه داشتند. ریشه‌شناسی دو نام مبهم باقی مانده‌است.

## نام
ظاهرا کوتوپاس ترکیبی است که حاوی همان عنصر اولیه کوتس است. از دیدگاه ایرانی قدیم، این pates° پاتها ممکن است نشان دهنده *pāta- «محافظت شده (توسط)» یا *pati- «ارباب، ارباب (از)» باشند. در مورد cautes, cauto-، جالب است که این دو نام از یک لقب Miθra گرفته شده‌است که در اوستایی به عنوان vouru.gaoiiaoiti- گواهی شده‌است.

## نقش‌ها
هر دو کوچکتر از میترا به تصویر کشیده شده‌اند تا بر اهمیت میترا تأکید شود، و هر دو لباس به سبک ایرانی، به ویژه کلاه فریگی، برای تأکید بر خاستگاه فرضی شرقی فرقه می‌پوشند.
کوتس یک مشعل در حال سوختن را به سمت بالا نگه می‌دارد، در حالی که کوتوپاس یک مشعل سوزان را به سمت پایین نگه می‌دارد.
دو حامل مشعل اغلب به عنوان نمادهای نور تعبیر می‌شوند، یکی برای طلوع و دیگری برای غروب خورشید. کوتوپاس همچنین می‌تواند نشان دهنده مرگ باشد، در حالی که کوتس ممکن است نشان‌دهندهٔ زندگی جدید باشد.
تفسیر جایگزینی که توسط دیوید اولانسی ارائه شده‌است این است که کوتس نشان دهنده اعتدال بهاری و کوتوپاس اعتدال پاییزی است؛ بنابراین، که در سمت چپ و راست تاروکتونی نمایش داده می‌شوند، آنها به یک کادر واقع گرایانه از استوای آسمانی و صورت‌های فلکی شامل بین دو اعتدالین در عصر ثور تبدیل می‌شوند.
ام جی ورماسارن میترا، خورشید تسخیر ناپذیر، و دو مشعل دار او، کوتوس، طلوع خورشید، و کوتوپاس، غروب خورشید را نشان می‌دهد. به اندازه یک درخت کاج ۳ شاخه، قابل مشاهده در دیبورگ، آلمان. ورماسارن پیشنهاد می‌کند که آنها یک «تثلیث» میترایی را تشکیل می‌دهند.

## مقایسه با سروش و رشن
به باور میتراپرستان، مهر به سان آذرخشی از دل سنگ برون می‌آید. در این زمان دو چوپان در مراسم تولد مهر حضور دارند که برخی
آنها را «کوتس» و «کوتاپاتس» می‌دانند (ورمازرن، ۱۳۸۷ :۹۶). هاشم رضی نیز در کتاب «آیین مهر» به بندهای ۹۹ و ۱۰۰ از یشت
دهم اشاره می‌کند و می‌نویسد: «هنگامی که مهر سوار برگردونه خود، تازان از افق نمودار می‌شود، طرف راستش سروش و سوی
چپش رشن قرار دارند. دو ایزد که در جانب راست و چپ میترا روانند و به هیئت کوتس و کوتوپاتس معرفی شده‌اند، همان ایزدان
ایرانی هستند که تغییر شکل پیدا کرده‌اند. در اوستا و منابع پهلوی ایزد رشن و ایزد سروش نیز در کار رستاخیز و ارواح نقش‌هایی دارند، به ویژه ایزد سروش. کوتس و کوتوپاتس که همین سروش ورشن می‌باشند، در واقع چه بساکه دوایزد ویا دو فرشته هدایت ارواح به بهشت و دوزخ باشند. در اغلب نقاشی‌هایی که کوتس و کوتوپاتس باروشنی و صراحت بیشتری نمایان هستند، کوتس با چهره ای روشن و منبسط نمایان است، در حالی که کوتوپاتس دژم و با چهره ای منقبض تصویر شده‌است. کوتس، نماد
طلوع خورشید و فلق است و دیگرى نشانه غروب خورشید و شفق (ورمازرن، 1387 :88) .در اوستا نیز غالباً سروش و مهر و
رشن، یکجا نامیده شده‌اند(اوشیدرى، 1371 :327)